# Fábio Pereira da Cruz
Fábio Pereira da Cruz, detto Pereira (Guarulhos, 30 luglio 1979), è un ex calciatore brasiliano, fu difensore delle squadre Grêmio FBPA e Juventude.

## Caratteristiche tecniche
Gioca come difensore centrale.

## Carriera

### Club
Nel 2005, Pereira era titolare insieme a Domingos nel Grêmio campione della Série B. Nek 2006, Pereira perse spazio a causa di Maidana (e dopo di William) e Evaldo. Nel 2007, William e Teco (e successivamente Leo) gli preclusero la titolarità; dopo un primo periodo, però tornò titolare al posto di Jean, ma nel dicembre del 2008 passò comunque al Coritiba.

## Palmarès

### Club

#### Competizioni nazionali
- Campionato brasiliano di seconda divisione: 1

Santos: 2002
Grêmio: 2005
- Campionato Gaúcho: 2

Grêmio: 2006, 2007